# شهرداری گوسینجه
شهرداری گوسینجه (به لاتین: Gusinje Municipality) یک منطقهٔ مسکونی در مونته‌نگرو است. شهرداری گوسینجه ۱۵۷ کیلومتر مربع مساحت و ۴٬۲۳۹ نفر جمعیت دارد.